# Özge
Özge ist ein türkischer weiblicher Vorname und Familienname. Er bedeutet etwa „andersartig, anders“ oder „einzigartig“ oder „Sehnsucht“.

## Namensträger

### Weiblicher Vorname
- Özge Bayrak (* 1992), türkische Badmintonspielerin
- Özge Borak (* 1982), türkische Schauspielerin
- Özge Özberk (* 1976), türkische Schauspielerin und Ballerina
- Özge Özpirinçci (* 1986), türkische Schauspielerin
- Özge Samanci (* 1975), türkische Comiczeichnerin
- Özge Soylu-Can (* 1995), türkische Leichtathletin

### Familienname
- Aslı Özge (* 1975), türkische Filmregisseurin, -produzentin und Drehbuchautorin